# Rotbauchschmätzer

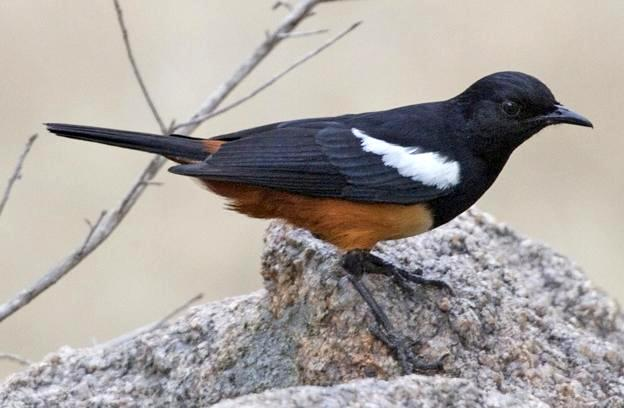
Rotbauchschmätzer (Männchen)

Der Rotbauchschmätzer (Thamnolaea cinnamomeiventris) ist eine Vogelart aus der Familie der Fliegenschnäpper (Muscicapidae).

## Beschreibung
Das Erscheinungsbild von männlichen und weiblichen Vögeln ist unterschiedlich: Das Männchen hat ein schwarzes Gefieder, nur der untere Rumpfteil und der Bauch sind in einem kräftigen Kastanienrot gefärbt. Ein weißer Strich an der Schulter ist charakteristisch.
Das Weibchen besitzt ein graues Gefieder. Die kastanienroten Partien an Bauch und Rumpf sind weniger kräftig ausgeprägt, der weiße Schulterstrich fehlt.
Die ausgewachsenen Tiere erreichen eine Größe von 19 bis 21 cm. Jungtiere ähneln in ihrem Erscheinungsbild den Weibchen.

## Lebensraum und Verbreitung
Der Rotbauchschmätzer ist an Felswänden und bewaldeten, felsigen Abhängen zu Hause.
Sein Verbreitungsgebiet erstreckt sich durch das gesamte östliche Afrika und reicht von Eritrea bis in das südöstliche Südafrika. Die Art ist aufgrund ihrer weiten Verbreitung nicht gefährdet.